# Parque Arqueológico del Cerro de San Vicente (Salamanca)

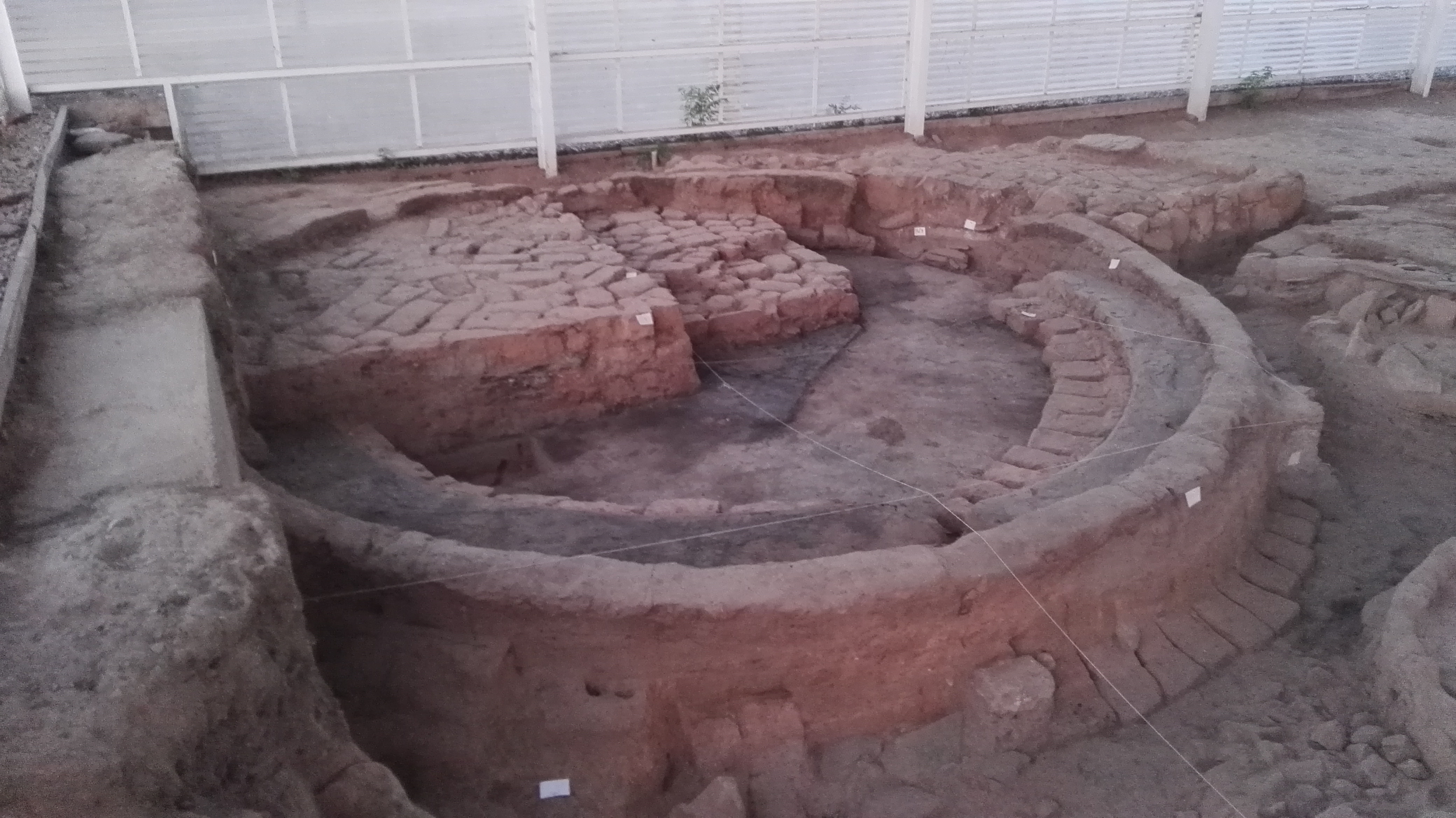
Restos de una casa del poblado habitado durante la Edad del Hierro (siglos VII y V a. C.).

El Parque Arqueológico del Cerro de San Vicente es un yacimiento arqueológico ubicado en la ciudad de Salamanca (España). Se encuentra en la cima del Cerro de San Vicente, el más occidental de los tres cerros sobre los que se asienta la ciudad, junto con el Teso de las Catedrales y el Teso de San Cristóbal. Conserva restos de un poblado de la Primera Edad del Hierro asociado a la cultura del Soto, del posterior convento de San Vicente y de las baterías militares napoleónicas construidas por los franceses durante la Guerra de Independencia, que supuso la destrucción del convento.

## Historia del emplazamiento
Los primeros indicios de actividad humana estable en el solar se remontan a principios del primer milenio antes de Cristo,  correspondiéndose con el hallazgo de materiales cerámicos pertenecientes a la cultura de Cogotas I, del Bronce Final. En el siglo VII a. C. se desarrolló el primer asentamiento estable y continuo al levantarse el poblado adscrito a la cultura del Soto de Medinilla. Ante el aumento demográfico y la falta de espacio, en el siglo IV a. C. la mayoría de sus habitantes se trasladaron al Teso de las Catedrales donde construyeron el castro de Salmantica.
Tras estar abandonado durante siglos, el Cerro de San Vicente fue ocupado en el siglo X, durante el reinado de Ramiro II, con la fundación del convento de San Vicente, primera fundación monástica de la ciudad. En 1143 el convento fue transferido a la Orden de Cluny, y en 1504 fue anexionado a la Orden Benedictina Reformada, con sede en San Benito el Real de Valladolid. Un año más tarde se fundó el colegio universitario de San Vicente, lo que supuso la ampliación y reforma del edificio conventual. El periodo de esplendor del monasterio durante los siglos XVI y XVII hizo que las ampliaciones y reformas se sucedieran, constituyendo en el siglo XVIII una de las joyas arquitectónicas de la ciudad.
Con la ocupación francesa el monasterio fue convertido en fortín en 1809, debido a su ubicación estratégica sobre el cauce del Tormes. Se derribaron edificios del entorno, con cuyos restos se construyeron defensas y baluartes. En el Sitio de Salamanca de 1812 el edificio resultó destruido. Tras la Guerra de la Independencia, los benedictinos intentaron reconstruir el edificio conventual, pero en 1835 abandonan los intentos, debido a las políticas de desamortización. A finales del siglo XIX, la zona comenzó a ser colonizada creándose un barrio humilde en cuya construcción se reutilizaron los restos del edificio conventual. A instancias del obispo Barbado Viejo en 1951 se construyó sobre el cerro el Colegio Mayor de Nuestra Señora de Guadalupe, que en 1970 paso a depender de la Universidad Pontificia. El  urbanismo histórico del cerro desapareció hasta que en 1997 se inició el proyecto de recuperación por el Ayuntamiento de Salamanca, que en 2002 recibió el primer Premio Ciudades Patrimonio de la Humanidad. En 2003 el colegio mayor fue derribado, trasladándose a las inmediaciones del Campus Unamuno, lo que facilitó el avance de los trabajos arqueológicos.
Las campañas realizadas tras la demolición del colegio mayor han permitido ampliar los descubrimientos, en la campaña de 2021 se ha localizado un amuleto de la diosa Hathor, y otros objetos de fayenza de origen egipcio y fenicio que prueban las relaciones con las culturas del Mediterráneo oriental. El Ayuntamiento ha licitado el proyecto de acondicionamiento de las laderas del cerro hacia la Vaguada de la Palma con el objetivo de convertirlas en una gran área verde que compatibilice la función arqueológica con la de parque urbano.
En 2025 se dotó de nuevo contenido al espacio museístico levantado sobre los restos del convento, centrado en la evolución histórica de la ciudad desde la Edad de Hierro hasta nuestros días, mientras se sigue trabajando en la reapertura del portillo de San Vicente con la integración de los restos encontrados de la cabecera del antiguo convento, y se licitan las obras del tratamiento de la plataforma superior del poblado protohistórico en la cima del cerro.